# Каменная Балка (Орловский район)
Ка́менная Ба́лка — хутор в Орловском районе Ростовской области.
Административный центр Каменно-Балковского сельского поселения.

## Население
| 2010 |
| ---- |
| 1300 |

## Улицы
| - ул. Берёзовая, - ул. Молодёжная, - ул. Набережная, - ул. Почтовая, - ул. Северная, - ул. Школьная, | - пер. Малый, - пер. Осенний, - пер. Солнечный, - пер. Степной, - пер. Тенистый, - пер. Центральный. |

## Археология
Территория Ростовской области была заселена ещё в эпоху неолита. Люди, живущие на древних стоянках и поселениях у рек, занимались в основном собирательством и рыболовством. Степь для скотоводов всех времён была бескрайним пастбищем для домашнего рогатого скота. От тех времен осталось множество курганов с захоронениями жителей этих мест. Курганы и курганные группы находятся на государственной охране.
Поблизости от территории хутора Каменная Балка Орловского района расположено несколько достопримечательностей — памятников археологии. Они охраняются в соответствии с Федеральным законом от 25.06.2002 N 73-ФЗ «Об объектах культурного наследия (памятниках истории и культуры) народов Российской Федерации», Областным законом от 22.10.2004 N 178-ЗС «Об объектах культурного наследия (памятниках истории и культуры) в Ростовской области», Постановлением Главы администрации РО от 21.02.97 N 51 о принятии на государственную охрану памятников истории и культуры Ростовской области и мерах по их охране и др.
- Курганная группа «Каменная Балка I» из 3 курганов. Находится на расстоянии около 3,5 км к северо-западу от хутора Каменная Балка.
- Курганная группа «Каменная Балка II» из 3 курганов. Находится на расстоянии около 4,0 км к северо-западу от хутора Каменная Балка.
- Курган «Каменная Балка III». Находится на расстоянии около 4,2 км к северо-западу от хутора Каменная Балка.
- Курганная группа «Каменная Балка IV» (2 кургана). Находится на южной окраине хутора Каменная Балка[3].